# Ignacio Trelles
Ignacio Trelles Campos (31. července 1916 Guadalajara – 24. března 2020 Ciudad de México) byl mexický fotbalista a trenér, známý pod přezdívkou Don Nacho.
Od roku 1934 nastupoval na pozici záložníka v mexické lize. S Clubem Necaxa získal mistrovský titul v sezónách 1934–35, 1936–37 a 1937–38. Pak hrál za Club América, CF Monterrey, Chicago Vikings a Atlante FC. Aktivní kariéru ukončil ve dvaatřiceti letech po zlomenině nohy.
Trénovat začal v roce 1950 v týmu Club Atlético Zacatepec. Hlavním koučem mexické fotbalové reprezentace byl v letech 1957, 1960–1962, 1964–1969, 1975 a 1990–1991. Vedl tým ve 106 mezistátních zápasech, na dvou světových šampionátech a dvou olympiádách. Byl u prvního vítězného utkání Mexika na MS (3:1 proti Československu v roce 1962) i u postupu do semifinále domácí olympiády v roce 1968. Mexičané pod jeho vedením vyhráli Mistrovství ve fotbale zemí CONCACAF 1965. 
Je rekordmanem mexické nejvyšší soutěže, v níž odtrénoval 1083 zápasů, z toho 463 vítězných. Jako klubový trenér získal sedm titulů mistra Mexika – 1953–54 s Marte, 1954–55 a 1957–58 se Zacatepecem, 1966–67 a 1967–68 s Tolucou a 1978–79 a 1979–80 s Cruz Azul. Vyhrál Ligu mistrů CONCACAF v roce 1968 s Tolucou a v roce 1983 s Atlante.
Trenérskou kariéru ukončil v roce 1991 na lavičce Puebly. Zemřel ve 103 letech na zástavu srdce.
Jeho syn Eduardo Trelles je fotbalovým komentátorem.